# 中華滙理銀行
中華滙理銀行（英語：National Bank of China）是香港第一家華資銀行，創立於1891年，創辦人潘士成是廣州有名的潘、盧、伍、葉四大家族中為首的潘姓家族成員。初期，該行董事會共有7名成員，其中華人佔3席，實際上是華洋合資的銀行。到20世紀初，中華滙理銀行實備291萬餘元，分支行及代理處遍佈天下，並曾在香港發行過面值5元，10元的鈔票。該行於1911年結業。
根據馬德和編著的《香港貨幣圖錄》，香港中華滙理銀行尚有50元及100元的樣鈔存世。